# Hrustovo
Hrustovo es una pueblo en el municipio de Sanski Most, Federación de Bosnia y Herzegovina, Bosnia y Herzegovina.

## Demografía
Según el censo de 2013, su población era de 1697 habitantes.
| Etnias              | Número | Porcentaje |
| ------------------- | ------ | ---------- |
| Bosníacos           | 1694   | 99.8%      |
| Otros/No declarados | 3      | 0.2%       |
| Total               | 1,697  | 100%       |